# Rimavské Brezovo
Rimavské Brezovo (in ungherese: Rimabrézó) è un comune della Slovacchia facente parte del distretto di Rimavská Sobota, nella regione di Banská Bystrica.